# Royal Brussels Poseidon
El Royal Brussels Poseidon es un club acuático belga con sede en la ciudad de Bruselas.

## Historia
El Brussels Swimming and Water-Polo Club se funda el 11 de marzo de 1897 por un grupo de regastistas, y en 1898 se crea el equipo de waterpolo.
Juegan en la piscina Poseidon desde 1965 y su fusión con el Club de natation Poseidon de Woluwe-Saint-Lambert.

## Palmarés
- 11 veces campeón de la liga de Bélgica de waterpolo masculino (1904, 1905, 1906, 1907, 1908, 1910, 1911, 1912, 1929, 1931 y 2005)[4]